# جيرو (كتاب)
جيرو Guero هو كتاب زاهد من القرن السابع عشر باللغة الباسكية كتبه بيدرو أجيري، المعروف باسم أكسلار. تعتبر واحدة من روائع النثر والأدب الباسكي الكلاسيكي تمامًا.  إن لغتها المتقنة والمتقنة باللهجة اللابوردية الكلاسيكية حولتها إلى نموذج كتابة للكتاب اللاحقين من لابورد.[بحاجة لمصدر]
تم نشره في بوردو عام 1643 تحت رعاية برتراند ديتشوز ، رئيس أساقفة الباسك في تورز (1617-1641). تمت كتابة الكتاب بعد فترة الاضطهاد " الساحر " المروع (تدخل بيير دي لانكر في لابورد).[بحاجة لمصدر] بينما يقرأ شعار العنوان "مقسم إلى جزأين"، تم إثبات وجود كتاب واحد فقط. ادعى الباحث الباسكي بيير لافيت أنه تم دمج كلا الجزأين في جزء واحد. وعلى النقيض من ذلك، رأى الرئيس السابق لأكاديمية لغة الباسك لويس فيلاسانتي [الإنجليزية] أن الجزء الثاني قد ضاع بالفعل. 
كتب الكتاب بنبرة إرشادية، يتطرق إلى فكرة الأضرار والمصائب الناجمة عن ترك الواجبات الدينية، على أساس أن الإنسان بحاجة إلى الرجوع إلى المسيح دون تأخير. لا يُظهر جيرو أي تصوف، لكن الكتاب يهدف إلى شرح وإثبات فكرة زاهدة، مرتبة كما لو كانت موجهة من المنبر إلى أبناء الرعية. 

## أنظر أيضا
- الأدب الباسكي

## روابط خارجية
- النص الكامل مع التهجئة الحديثة ، في كلاسيكو جورديلوا